# جوزيبي ساينزا
جوزيبي ساينزا (بالإيطالية: Giuseppe Scienza)‏ هو لاعب كرة قدم ومدرب كرة قدم إيطالي، ولد في 14 أكتوبر 1966 في دومودوسولا في إيطاليا. لعب مع نادي برو باتاريا ونادي بياتشينزا ونادي تشيزينا ونادي تورينو ونادي ريجيانا 1919 ونادي ريجينا ونادي فوجيا ونادي فينيزيا ونادي كاتانيا.

## وصلات خارجية
- جوزيبي ساينزا على موقع قاعدة بيانات كرة القدم.إي يو (الإنجليزية)
- جوزيبي ساينزا على موقع Soccerway.com (الإنجليزية)